# Nicolás Silva Gómez
Nicolás Benjamín Silva Gómez (Santa Bárbara, Región del Biobío, Chile, 12 de mayo de 1999), es un futbolista profesional chileno. Juega de delantero.

## Trayectoria

### Inicios
Formado futbolísticamente en el Club Deportivo Huachipato, en donde estaría considerado en el plantel profesional desde 2019. 

### Club Deportivo Huachipato
Con mayor participación durante la temporada 2021, Silva tendría su estreno goleador a nivel profesional el 6 de abril de 2021, nada menos que por una copa internacional, ingresando desde la banca en el minuto 82' y finiquitando en el minuto 85' el 3 - 0 final contra Deportes Antofagasta, válido por el partido de vuelta en la Copa Sudamericana 2021. Tras el partido Huachipato clasificaría a fase de grupos del torneo.

### Rodelindo Román
En mayo del año 2022 se confirma su incorporación al Rodelindo Román, equipo de la Segunda División Profesional de Chile (tercera categoría).

## Estadísticas
| Club               | Div.          | Temporada     | Liga  | Liga  | Copas(1) | Copas(1) | Torneos internacionales(2) | Torneos internacionales(2) | Total(3) | Total(3) | Media goleadora |
| Club               | Div.          | Temporada     | Part. | Goles | Part.    | Goles    | Part.                      | Goles                      | Part.    | Goles    | Media goleadora |
| ------------------ | ------------- | ------------- | ----- | ----- | -------- | -------- | -------------------------- | -------------------------- | -------- | -------- | --------------- |
| Huachipato · Chile | 1.ª           | 2019          | 1     | 0     | 1        | 0        | —                          | —                          | 2        | 0        | 0.00            |
| Huachipato · Chile | 1.ª           | 2020          | 3     | 0     | —        | —        | —                          | —                          | 3        | 0        | 0.00            |
| Huachipato · Chile | 1.ª           | 2021          | 10    | 0     | 5        | 0        | 7                          | 1                          | 22       | 1        | 0.05            |
| Huachipato · Chile | 1.ª           | 2022          | 0     | 0     | 0        | 0        | 0                          | 0                          | 0        | 0        | 0.00            |
| Huachipato · Chile | Total club    | Total club    | 14    | 0     | 6        | 0        | 7                          | 1                          | 27       | 1        | 0.04            |
| Total carrera      | Total carrera | Total carrera | 14    | 0     | 6        | 0        | 7                          | 1                          | 27       | 1        | 0.04            |